# Lamprotatus carinatus
Lamprotatus carinatus är en stekelart som beskrevs av Huang och Lu 1993. Lamprotatus carinatus ingår i släktet Lamprotatus och familjen puppglanssteklar. Inga underarter finns listade i Catalogue of Life.